# Sam Schmidt
Sam Schimdt, född den 15 augusti 1964 i Lincoln, Nebraska, USA, är en amerikansk racerförare.

## Racingkarriär
Schmidt var en framgångsrik affärsman i sina unga år, men började tävla inom racing som 31-åring, och nådde framgångar i IndyCar i slutet av 1990-talet. Han vann på Las Vegas Motor Speedway 1999, det år som var hans mest framgångsrika, då han slutade femma i mästerskapet. Under vintern 2000 kraschade Schmidt svårt på Walt Disney World Speedway under ett test, och hans förarkarriär var över. Han diagnostiserades med tetraplegi, vilket gjorde honom förlamad från ryggraden och nedåt. Trots sitt handikapp startade Schmidt sitt eget raceteam Sam Schmidt Motorsports i bland annat IndyCar och Indy Lights. 2004 vann Schmidt sin första titel som stallchef genom Thiago Medeiros i Indy Lights-klassen. Titlar 2006 och 2007 genom britterna Jay Howard och Alex Lloyd följde sedan.